# Srednjohetitski jezik
Srednjohetitski jezik (ISO 639 identifier: htx), jedan od drevnih anatolijskih jezika koji se između 1450-1380 prije Krista govorio na području središnje Anatolije u današnjoj Turskoj. 
Iz njega se razvio neohetitski [nei].

## Vanjske poveznice
- The Middle Hittite Language